# Факты о Чаке Норрисе

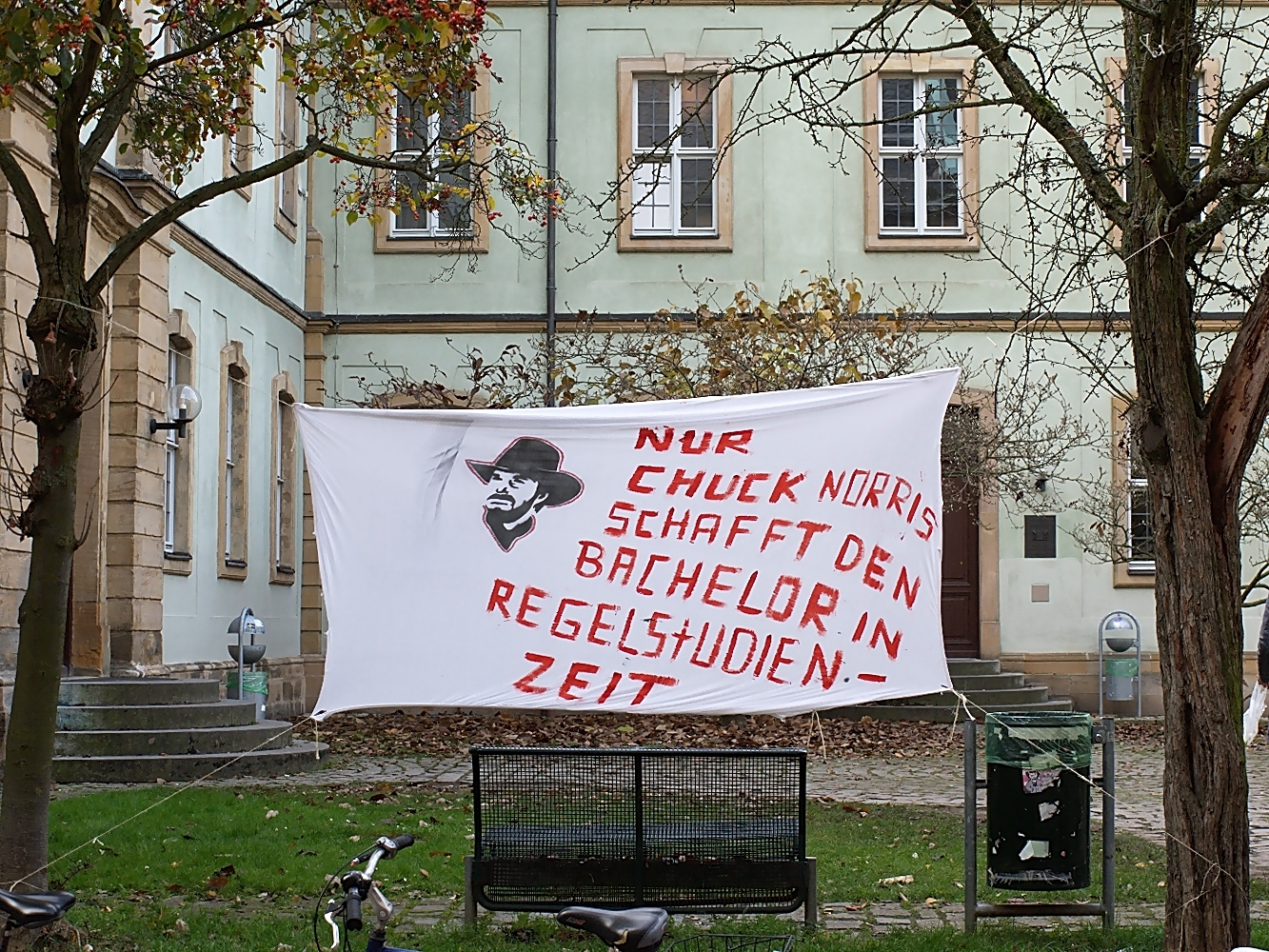
Пример использования факта о Чаке Норрисе — протестный плакат на здании университета Отто Фридриха Бамберга: «Только Чак Норрис может получить степень бакалавра в отведённый срок!»

Факты о Чаке Норрисе (англ. Chuck Norris Facts) — интернет-мем, представляющий собой иронические «факты» об актёре Чаке Норрисе, в которых изобретаются пародирующие штампы кинобоевиков, абсурдные определения, иллюстрирующие его якобы фантастические силу, уровень владения боевыми искусствами, привлекательность, мужественность, а также, зачастую, способность выживать в условиях, смертельных для любых других живых существ.

## Происхождение
Первоначально Факты о Чаке Норрисе появились в IRC и на сайтах вроде Something Awful в начале 2005 года. Шутки Конана О’Брайена в Late Night with Conan O'Brien, которые в основном базировались на сериале «Крутой Уокер: правосудие по-техасски», были восприняты как предложение к продолжению игры. Так были созданы факты о Вине Дизеле. 
В журнале Rolling Stone фактам о Чаке Норрисе была посвящена небольшая вклейка.
Но упоминания о Чаке Норрисе, как образце крутости, появились ещё в 1994 году. Например, в известной кинокомедии «Няньки».

## Примеры «фактов»
- Однажды Чак Норрис спас от удушья 200 человек. Он просто перестал их душить.
- Когда Чак Норрис заходит в воду, он не становится мокрым от нее, это вода становится чакноррисовой.
- Чак Норрис в детстве спал не с плюшевым, а с настоящим медведем.
- Чак Норрис досчитал до бесконечности. Два раза.
- Чак Норрис может делить на ноль.
- Чак Норрис — единственный человек, который обыграл стену в теннис.
- Чак Норрис может ударить циклопа между глаз.
- Однажды Чака Норриса укусила королевская кобра. После пяти дней мучительной боли кобра умерла.
- На самом деле Чак Норрис умер 20 лет назад. Просто Смерть боится ему об этом сказать.
- Чак Норрис заразился коронавирусом. Через две недели коронавирус скончался.
- Чак Норрис своим появлением на свет в 1940 году вывел страны из «Великой депрессии».
- Когда Чак Норрис наступает на Lego, Lego плачет.

## Музыка
Чаку Норрису посвящено несколько музыкальных произведений, в которых иногда упоминаются некоторые «Факты о Чаке Норрисе», в том числе на русском языке:
- Zivert — «Чак»[1]
- Биртман — «Чак Норрис»[2]
- Galibri & Mavik — «Чак Норрис»[3]

## Реакция Чака Норриса
Чак Норрис ответил на «факты» в следующем заявлении на своем веб-сайте:

Мне известно о разного рода высказываниях обо мне, известных как «Факты о Чаке Норрисе», не так давно появившихся в Интернете и электронных рассылках. Некоторые я видел. Многие из них забавны, многие весьма необычны. Я больше изучал Дикий Запад, чем дикий мир Интернета, и я не вполне уверен, как это понимать. Это совершенно неожиданно для меня. Разумеется, мальчишки — всегда мальчишки, и я отнюдь не намерен обижаться или принимать это сколько-нибудь всерьёз. Кто знает, может, эти шутки подвигнут молодых людей захотеть узнать о моей реальной жизни из недавно вышедшей автобиографической книги Against All Odds? Возможно, они даже заинтересуются моими недавно изданными романами «Всадники правосудия», повествующими о Диком Западе. Я очень горжусь этим литературным опытом.
Оригинальный текст (англ.)
I’m aware of the made up declarations about me that have recently begun to appear on the Internet and in emails as «Chuck Norris facts.» I’ve seen some of them. Some are funny. Some are pretty far out. Being more a student of the Wild West than the wild world of the Internet, I’m not quite sure what to make of it. It’s quite surprising. I do know that boys will be boys, and I neither take offense nor take these things too seriously. Who knows, maybe these made up one-liners will prompt young people to seek out the real facts as found in my recent autobiographical book, «Against All Odds?» They may even be interested enough to check out my novels set in the Old West, «The Justice Riders», released this month. I’m very proud of these literary efforts.

В ответ на интернет-шутку, что слёзы Чака Норриса могут вылечить рак (из колонки, написанной Норрисом для WorldNet Daily):

Был человек, у которого слёзы могли вылечить рак или любую другую болезнь, в том числе настоящую причину всех болезней — грех. Его кровь смогла это сделать. Его звали Иисус, а не Чак Норрис. Если ваша душа нуждается в исцелении, рецепт, который вам требуется — это не слезы Чака Норриса, а кровь Иисуса. Опять же, я польщён и поражён тем, как я стал увлекательным общественным деятелем для нового поколения молодых людей со всего мира. Но я не персонажи, которых я играю. И даже самые сильные персонажи, которых я сыграл, никогда не смогут соответствовать реальной мощи в этой вселенной.
Оригинальный текст (англ.)There was a man whose tears could cure cancer or any other disease, including the real cause of all diseases – sin. His blood did. His name was Jesus, not Chuck Norris.
If your soul needs healing, the prescription you need is not Chuck Norris' tears, it's Jesus' blood.
Again, I'm flattered and amazed by the way I've become a fascinating public figure for a whole new generation of young people around the world. But I am not the characters I play. And even the toughest characters I have played could never measure up to the real power in this universe.

Норрис появился в The Tony Danza Show и The Best Damn Sports Show Period, где ему был задан вопрос о «фактах». Позднее он прочёл горячую десятку фактов о Чаке Норрисе, и от себя добавил свой любимый факт:

Однажды лицо Чака Норриса попытались вырубить на горе Рашмор. Но гранит оказался недостаточно твёрдым для его бороды.
Оригинальный текст (англ.) 
«They once tried to carve Chuck Norris’s face into Mount Rushmore, but the granite wasn’t hard enough for his beard»

В выпуске от 20 марта 2006 года журнал Time проинтервьюировал Чака Норриса, назвав его «героем онлайнового культа». В ответ на последний вопрос он назвал факты о Чаке Норрисе «причудливыми, но дико популярными высказываниями» и процитировал: «Чак Норрис может делить на ноль».
В фильме «Неудержимые 2» персонаж Чака Норриса воспроизвёл «факт» о том, что «укусившая его кобра умерла в мучениях».
В одном из эпизодов 5-го сезона сериала «Саутленд» («Южная территория», Southland) двое патрульных озвучивают несколько «фактов», а в некоторых сериях 4-го сезона фигурирует фургончик с филиппино-гавайским фаст-фудом под названием «Truck Norris».
В августе 2020 года Чак Норрис через сервис Cameo записал обращение к Александру Лукашенко, обратившись к нему как «Саша 0 %», в котором сказал «Когда я режу лук, он плачет».

### «Факты» на английском языке
- Chuck Norris Facts.com (англ.).

### «Факты» на русском языке
- Переводы «фактов» о Чаке Норрисе.
- Другая версия перевода «фактов» (приведено меньше фактов, но перевод более точен).
- Сборник цитат и «фактов» про Чака Норриса | Чак норрис настолько крут, что….
- Чак Норрис на Абсурдопедии.
- Приколы про Чака Норриса

### Прочее
- Tough Love: Norris Fans Board the Chuck Wagon by Paul Farhi (англ.).
- Официальный ответ Чака Норриса (англ.).
- Chuck Norris' Top 10 on The Best Damn Sports Show Period (англ.).